# Incidente de Mainila
El incidente de Mainila (en finés: Mainilan laukaukset) ocurrió el 26 de noviembre de 1939, cuando el ejército soviético disparó contra su propio territorio, alcanzando el pequeño pueblo de Mainila, situado al norte de Leningrado (hoy San Petersburgo) junto a la entonces frontera finlandesa. El gobierno soviético culpó a Finlandia de haber atacado el pueblo, alegando pérdidas militares además de las civiles. La Unión Soviética utilizó este presunto incidente como pretexto para declarar la guerra a Finlandia e invadir el país cuatro días después.
El gobierno finlandés negó rotundamente que hubiese disparado contra territorio soviético y aseguró que había retirado su artillería de la frontera precisamente con el objetivo de prevenir un ataque accidental, por lo que Mainila había quedado totalmente fuera de alcance. No obstante, esto no calmó a la Unión Soviética, que denunció al pacto de no agresión firmado con Finlandia y el 30 de noviembre de 1939 declaró la guerra a Finlandia.
En 1998, casi 60 años después, el presidente de Rusia, Borís Yeltsin, reconoció oficialmente que la guerra con Finlandia no había sido defensiva, sino una agresión de su país contra Finlandia. Pese a ello, rechazó restaurar las fronteras de 1939 entre ambos países o cualquier otro tipo de compensación hacia Finlandia.
Por todo ello, los historiadores han llegado a la conclusión de que el presunto bombardeo de Mainila fue en realidad una fabricación llevada a cabo por la agencia de seguridad estatal soviética NKVD con el objetivo de conseguir un pretexto para invadir Finlandia.

## Fondo
La Unión Soviética había firmado tratados internacionales y de no agresión mutua con Finlandia: el Tratado de Tartu de 1920, el Pacto de no agresión entre Finlandia y la Unión Soviética firmado en 1932 y nuevamente en 1934, y además la Carta de la Sociedad de Naciones. El gobierno soviético intentó adherirse a una tradición de legalismo, y se requería un casus belli para la guerra. A principios del mismo año, la Alemania nazi había organizado el incidente similar de Gleiwitz para generar una excusa para retirarse de su pacto de no agresión con Polonia. También los juegos de guerra soviéticos realizados en marzo de 1938 y 1939 se basaron en un escenario en el que los incidentes fronterizos que tuvieron lugar en el pueblo de Mainila habrían desencadenado la guerra.

## El incidente
Se dispararon siete tiros y tres puestos de observación finlandeses detectaron su caída. Estos testigos estimaron que los proyectiles detonaron aproximadamente a 800 metros (2600 pies) dentro del territorio soviético. Finlandia propuso una investigación neutral del incidente, pero la Unión Soviética se negó y rompió relaciones diplomáticas con Finlandia el 29 de noviembre.
Los materiales en los archivos privados del presidente del Partido Comunista Soviético, Andréi Zhdánov, muestran que el incidente fue orquestado para pintar a Finlandia como un agresor y lanzar una ofensiva. La parte finlandesa negó la responsabilidad de los ataques e identificó a la artillería soviética como su fuente; de hecho, los diarios de guerra de las baterías de artillería finlandesas cercanas muestran que Mainila estaba fuera del alcance de todas ellas, ya que se habían retirado para evitar tales incidentes.
La Unión Soviética renunció entonces al pacto de no agresión con Finlandia y, acto seguido, el 30 de noviembre de 1939 declaró la guerra a Finlandia y lanzó las primeras ofensivas de la Guerra de Invierno contra territorio finlandés.

## Análisis

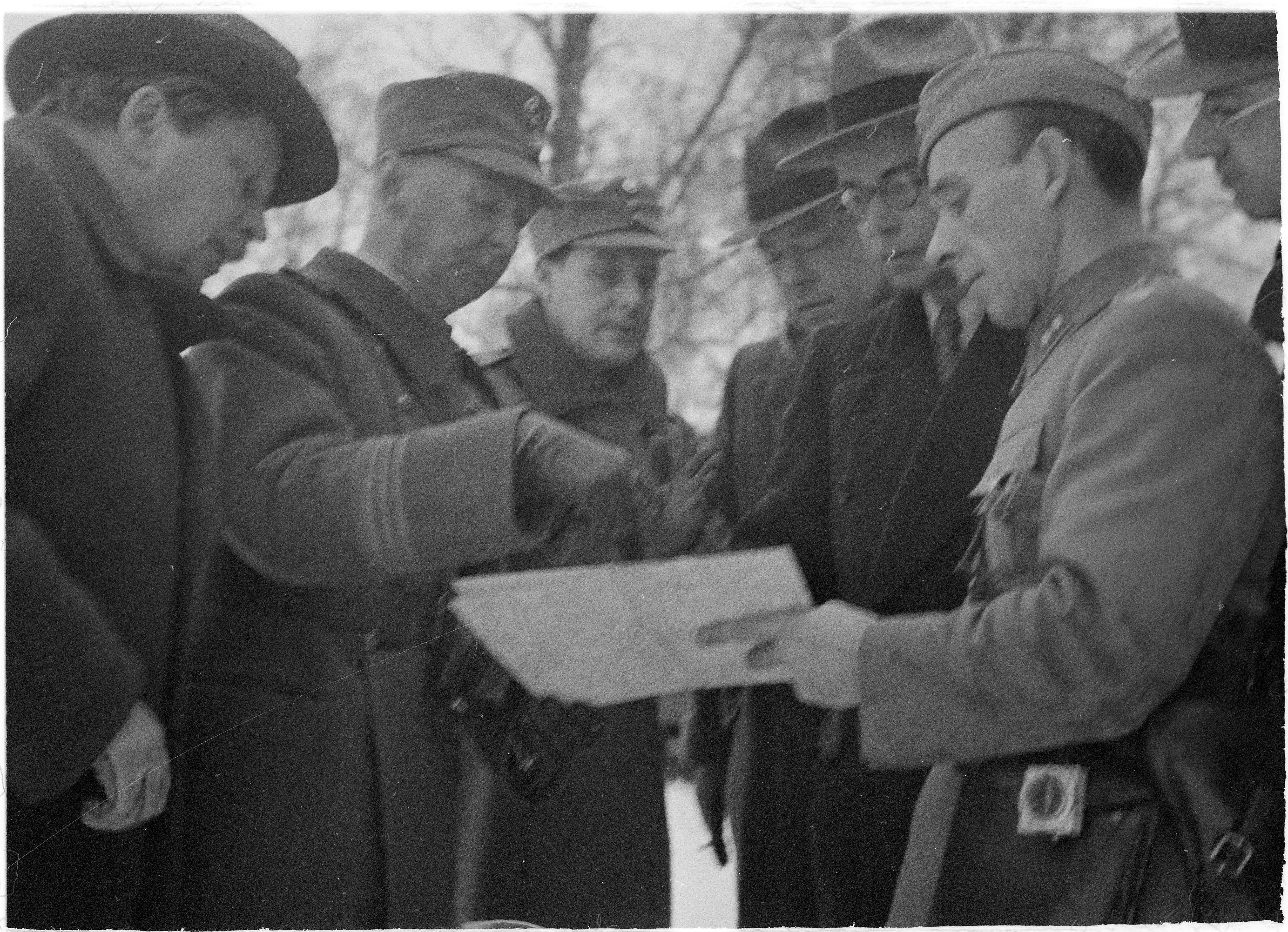
Periodistas extranjeros en Mainila el 29 de noviembre de 1939.

John Gunther, un periodista y autor estadounidense, escribió en diciembre de 1939 que el incidente "fue tan torpe y obviamente inventado como todos los 'incidentes' desde Mukden en 1931". Los finlandeses llevaron a cabo una investigación inmediata, que concluyó que ninguna artillería o morteros finlandeses podrían haber llegado al pueblo de Mainila. El mariscal de campo C. GE Mannerheim había ordenado que todos los cañones finlandeses se retiraran del alcance. Los guardias fronterizos finlandeses testificaron que habían escuchado el sonido del fuego de artillería desde el lado soviético de la frontera.
El historiador ruso Pavel Aptekar analizó documentos militares soviéticos desclasificados y descubrió que los informes diarios de las tropas en el área no informaron pérdidas de personal durante el período en cuestión, lo que lo llevó a concluir que el bombardeo de las tropas soviéticas fue un montaje.
En sus memorias de 1970, el presidente del Gobierno soviético, Nikita Jrushchov, escribió sobre el comienzo de la Guerra de Invierno: "Habíamos disparado nuestra salva y los finlandeses habían respondido con su propio fuego de artillería. De hecho, la guerra había comenzado. Hay, por supuesto, otra versión de los hechos: se dice que los finlandeses empezaron a disparar primero y que nos vimos obligados a disparar de vuelta. Siempre es así la gente cuando comienza una guerra. Dicen: "Tú disparaste el primer tiro" o "Tú me abofeteaste primero, y solo estoy respondiendo."

## Bombardeo finlandés de Mainila de 1941

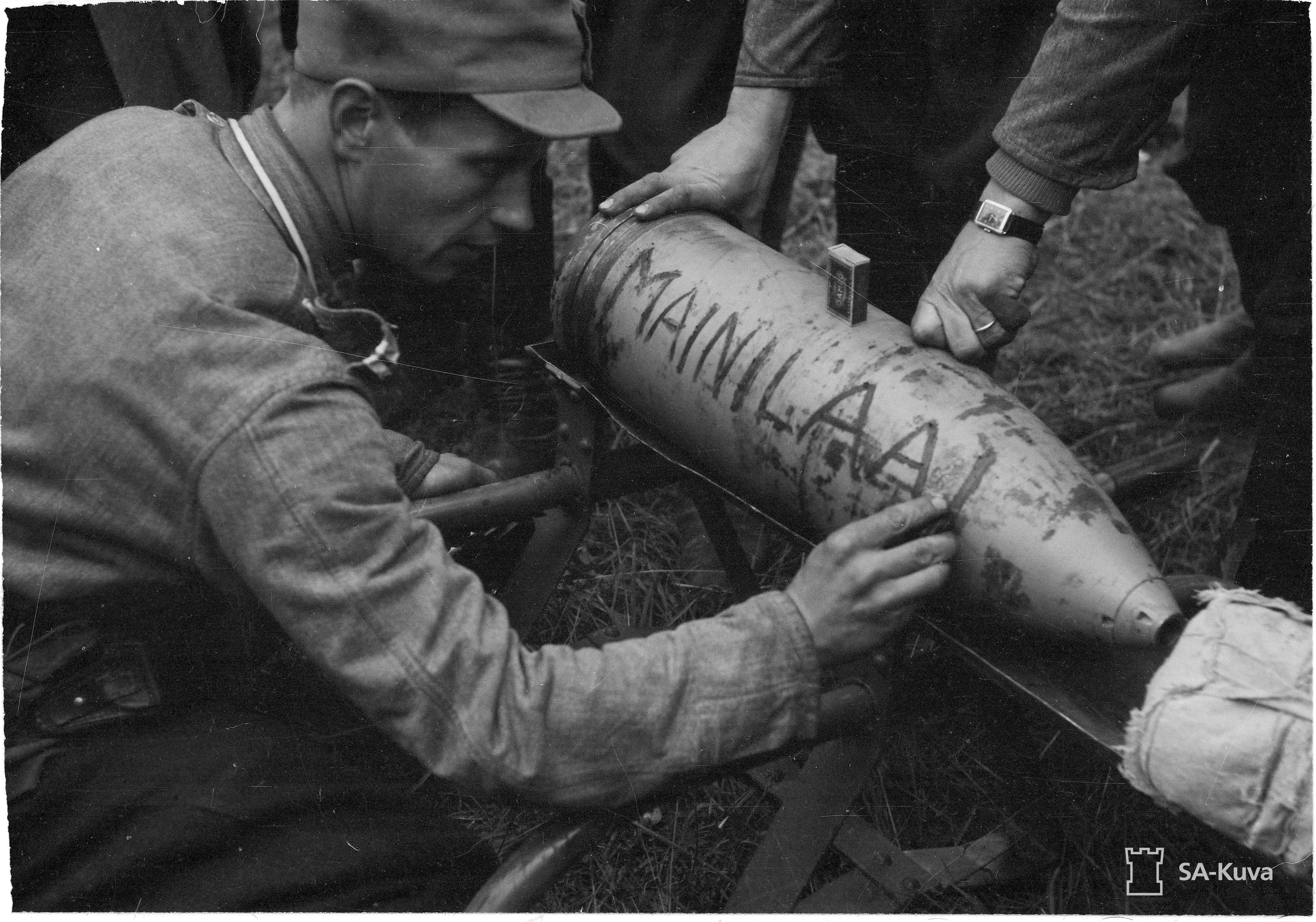
Hombres de la 18.a División del ejército finlandés escribiendo una 'dirección' en proyectiles el 31 de agosto de 1941 antes del bombardeo de Mainila en 1941.

Durante la Guerra de Continuación, la 18.ª División del ejército finlandés llegó a Rajajoki el 31 de agosto de 1941 y comenzó los preparativos para tomar el pueblo de Mainila. Su comandante de división, el coronel Aaro Pajari, reconoció el valor propagandístico y dispuso un ataque de artillería en el pueblo para que fuera presenciado por el personal de la cámara de combate, y el pueblo fue tomado un par de días después. En su informe al cuartel general en Mikkeli, Pajari declaró que "el 31 de agosto de 1941, la 18.ª división llevó a cabo el bombardeo de Mainila".